# Central Connect Airlines
Central Connect Airlines, kurz auch CCA, war eine tschechische Regionalfluggesellschaft mit Sitz in Ostrava und Basis auf dem Flughafen Ostrava.

## Geschichte
Central Connect Airlines wurde im Jahr 2005 gegründet und befand sich Besitz von Job Air. Der angegebene ICAO-Code gehört ebenfalls der Job Air. Nachdem man sich zunächst im tschechischen Inlandsmarkt und mit Charteraufträgen versucht hatte, wurde die Gesellschaft Anfang 2012 umstrukturiert und übernahm Ende März 2012 zwei Saab 340B von Czech Airlines und betrieb sie mit dieser in Kooperation auf Zubringer- und Regionalstrecken. Czech Airlines hatte diese zuvor selbst bedient.
Am Abend des 18. Juni 2012 stellte Central Connect Airlines jedoch den Flugbetrieb kurzfristig ein, nachdem die finanziellen Mittel nicht für einen Weiterbetrieb reichten. Die Strecken blieben vorerst unbedient. Man peilte eine Restrukturierung an um den Flugbetrieb später wieder aufnehmen zu können. Bis dahin wurden die zwei verbliebenen Saab 340B für die finnische Air100 eingesetzt.
Ende Juni 2014 wurde mitgeteilt, dass Central Connect Airlines zum 30. Juni 2014 den Betrieb vollständig einstellen wird. Zuletzt waren neben den Diensten für Air100 noch Charteraufträge geflogen worden. Zur Wiederaufnahme des ehemaligen Linienbetriebs kam es nicht mehr.

## Flugziele
Central Connect Airlines bediente bis Mitte 2012 für Czech Airlines mehrere europäische Linienverbindungen, die seither jedoch eingestellt wurden. Lediglich die Route Helsinki–Pori für Air100 wurde bis zur Betriebseinstellung Mitte 2014 bedient.
- Belgien: Brüssel
- Dänemark: Kopenhagen-Roskilde
- Deutschland: Erfurt, Hannover,  Karlsruhe/Baden-Baden, Leipzig/Halle, München, Düsseldorf und Stuttgart
- Finnland: Helsinki und Pori
- Polen: Posen
- Schweden: Jönköping
- Tschechien: Brünn, Ostrava und Prag

## Flotte
Mit Stand Juli 2013 bestand die Flotte der Central Connect Airlines aus zwei Flugzeugen:
- 2 Saab 340B (betrieben für Air100)